# Toby Pennington
Toby Pennington (1968) is een Britse botanicus.
Hij is werkzaam bij de Royal Botanic Garden Edinburgh, waar hij hoofd is van de Tropical Diversity section, de afdeling voor tropische diversiteit. Ook is hij actief aan de University of Edinburgh, waar hij les geeft op het gebied van fylogenie, plantengeografie en de vlinderbloemenfamilie (Leguminosae).
Pennington heeft onderzoek verricht naar de mogelijke economische toepassingen, floristiek, fytogeografie en diversiteit van bomen in Peru en de toepassing van agroforestry aldaar. Daarnaast houdt hij zich bezig met onderzoek naar de taxonomie van de vlinderbloemenfamilie. Hierbij maken hij en zijn onderzoeksgroep gebruik van methoden uit de moleculaire systematiek. Tevens doet hij onderzoek naar de historische toestand van tropische flora's, hun biogeografie en hun reactie op veranderingen in hun milieu uit het verleden. Hiermee poogt hij de vorming van de biodiversiteit in de tropen en de soortvorming in reactie op klimaatveranderingen te verklaren.
Pennington is (mede)auteur van artikelen in wetenschappelijke tijdschriften als American Journal of Botany, Biochemical Systematics and Ecology, Biological Journal of the Linnean Society, Botanical Journal of the Linnean Society, Curtis's Botanical Magazine, Edinburgh Journal of Botany, Novon, Kew Bulletin, Nordic Journal of Botany, Proceedings of the National Academy of Sciences, Science en Systematic Botany. Daarnaast is hij medeauteur of -redacteur van een aantal boeken. Samen met Robert W. Scotland vormde Pennington de redactie van Homology in Systematics: Coding Characters for Phylogenetic Analysis  (Taylor and Francis, 2000). Samen met Gwilym Lewis en James Alexander Ratter vormde Pennington de redactie van Neotropical Savannas and Seasonally Dry Forests: Plant Diversity, Biogeography, and Conservation (Systematics Association Special Volumes) (CRC Press, 2006). Samen met Carlos Reynel, Terry Pennington, A. Daza en C. Flores is Pennington de auteur van Árboles útiles de la Amazonia Peruana y sus usos (Tarea Gráfica Educativa, 2003).
In 2003 kreeg Pennington van de Linnean Society of London de Bicentenary Medal, een onderscheiding vanwege uitzonderlijke prestaties voor een bioloog die jonger is dan veertig jaar. Hij is lid van de Botanical Society of America en de American Society of Plant Taxonomists.